# Yankton Reservation

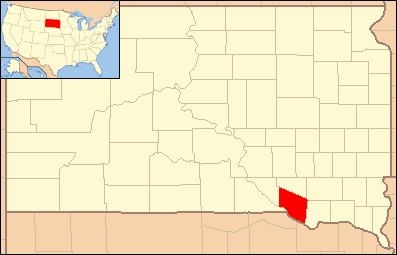
Lage des Reservats in South Dakota

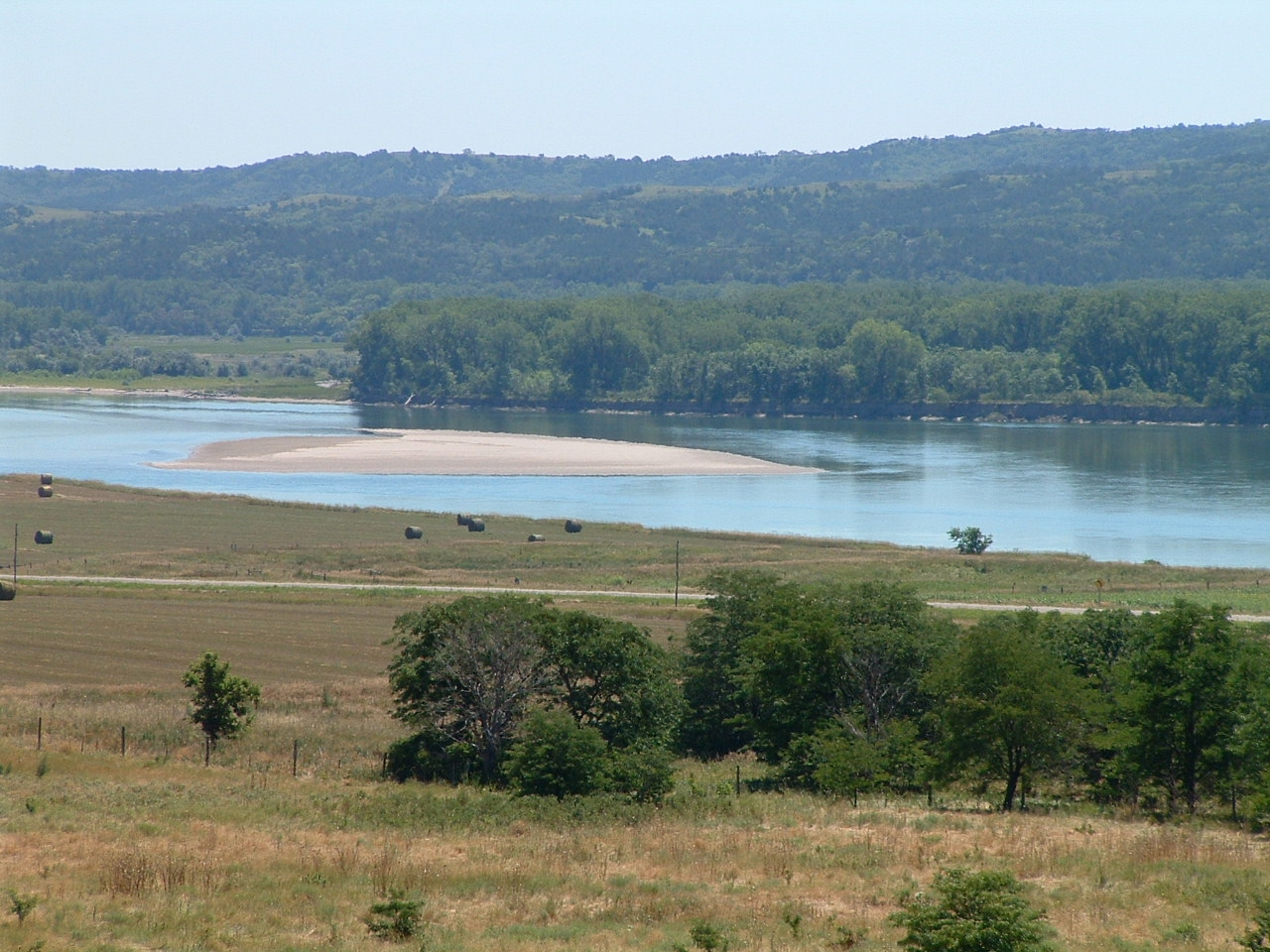
Yankton-Indianer-Reservat am Missouri

Die Yankton Reservation ist ein Indianerreservat im US-Bundesstaat South Dakota. Das Reservat umfasst den südöstlichen Teil von Charles Mix County und liegt direkt am Missouri River. Die Landfläche des Reservats beträgt 1.772,604 km². 

## Geschichte
Das Reservat wurde 1858 mit einem Vertrag zwischen der Regierung der Vereinigten Staaten und dem Yankton-Stamm gegründet. 
Nach 1887 wurde durch den Dawes Act das Reservat in einzelne Parzellen (allotments) aufgeteilt. Jedem Stammesmitglied wurden – je nach Nutzung – 80 oder 160 Acres zugewiesen. Das verbleibende, angeblich „überschüssige“ Land (surplus land) kaufe die US-Regierung 1894 und öffnete das Reservat für nicht-indianische Siedler. Anschließend waren 90 Prozent des Reservats nicht mehr in indianischem Besitz. Noch heute sind von den rund 1.742 Quadratkilometern (430.405 Acres) des Reservats nur 145 Quadratkilometer (36.000 Acres) in indianischem Privat- oder Treuhandbesitz – rund acht Prozent.

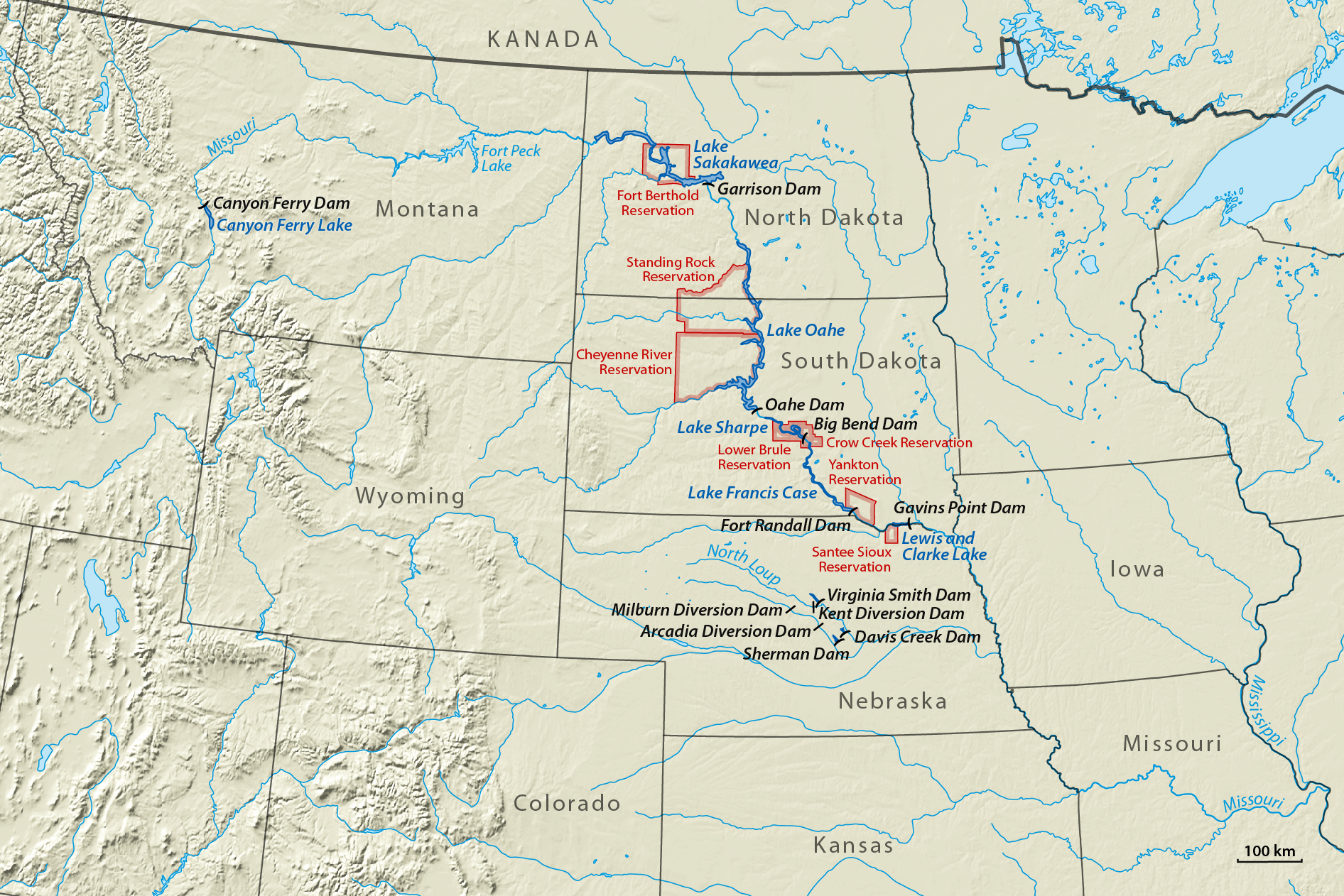
Lage der Staudämme des Pick–Sloan-Projekts sowie der von Überflutungen betroffenen Indianerreservate, darunter das Yankton-Reservat

Nach mehrjährigen Planungen und Vorbereitungen ohne Einbeziehung indianischer Vertreter beschloss der US-Kongress Ende 1944 das Flutkontrollgesetz (Flood Control Act) und setzte den Pick-Sloan Plan in Kraft, der den Bau mehrerer Staudämme entlang des Missouri-Flusses vorsah – darunter der Gavins Point Dam, dessen Stausee Lewis and Clark Lake weite Teile des Yankton Reservats überflutete und massive Schäden verursachte.
2011 entschied der Oberste Gerichtshof der Vereinigten Staaten, dass das Reservat in seinen bekannten Grenzen weiterexistiert. Bei den Gerichtsverfahren ging es unter anderem darum, ob der Bundesstaat South Dakota und das County das Recht besitzen, gegen den Widerstand der Indianer eine Müllhalde auf Reservatsgebiet zu errichten.

## Bevölkerung
Laut einer Volkszählung 2010 bewohnen 6.465 Personen ständig das Reservat, zumeist Yankton-Dakota-Sioux-Indianer. Die indianische Reservatsverwaltung – Yankton Sioux Tribal Business and Claims Committee – befindet sich in Marty. 
Die größte Gemeinde im Reservatsgebiet ist Wagner. 

## Wirtschaft
Das Gebiet des Reservats wird hauptsächlich landwirtschaftlich genutzt. Große Gebiete wurden vom Bureau of Indian Affairs an weiße Farmer verpachtet.
Auf dem Gebiet des Reservats befindet sich das Fort Randall Casino. Die meisten Ureinwohner haben in den Vereinigten Staaten das Recht, Glücksspiel auf ihren Gebieten zu erlauben. Der Staat South Dakota argumentierte, dass dieses Recht ihm zustehen würde, da das Reservat durch Zahlungen an den Stamm 1892 aufgelöst und nicht mehr existent wäre.

## Medien
Die Reservation betreibt den Radiosender KDKO 89.5 FM. 